# Неспецифічний виразковий коліт
Неспецифічний виразковий коліт (Виразковий коліт, НВК) — хронічне запальне захворювання товстої кишки невідомої етіології з рецидивуючим перебігом, яке характеризується прогресивним гнійно-геморагічним запаленням слизової, підслизової та м'язової оболонки кишки, яке розповсюджується проксимально від прямої кишки, та супроводжується розвитком позакишкових проявів хвороби і розвитком місцевих та системних ускладнень; у тому числі звуження петлі кишки, перфорації її, кишкової кровотечі, септичних ускладнень, токсичного мегаколону, псевдополіпозу товстої кишки, колоректального раку. Уперше неспецифічний виразковий коліт описаний у середині ХІХ століття. Неспецифічний виразковий коліт має подібний клінічний перебіг з іншим неспецифічним запальним захворюванням кишки — хворобою Крона, основною, хоча й не єдиною відмінністю між цими хворобами є те, що неспецифічний виразковий коліт уражає виключно товсту кишку і ніколи не уражає тонку кишку (за рідкісним винятком випадків тотального ураження товстої кишки, при якому вкрай рідкісно спостерігається ураження кількох сантиметрів термінального відділу клубової кишки). Неспецифічний виразковий коліт частіше зустрічається у осіб віком від 20 до 40 років, часто в дитячому віці (у тому числі й у немовлят), натепер спостерігається тенденція до збільшення первинної захворюваності неспецифічним виразковим колітом у осіб старших 50—55 років, що частиною науковців розглядається як поява другого піку захворюваності на неспецифічний виразковий коліт. Неспецифічний виразковий коліт, як і хвороба Крона, належать до найважчих, часто інвалідизувальних, з імовірним летальним наслідком, захворювань кишки і травної системи загалом.

## Епідеміологічні особливості
Згідно з оцінкою кількості хворих на неспецифічний виразковий коліт, поширеність хвороби у світі, за різними джерелами, становить від 27—117 випадків до 50—230 випадків на 100 тисяч населення, захворюваність  на цю хворобу, за різними даними, становить від 3,5 до 60 на 100 тисяч населення (згідно з англомовними джерелами, поширеність НВК у світі оцінюється від 7,6 до 246,0 на 100 тисяч населення; захворюваність — від 1,2 до 20,3 на 100 тисяч населення). Поширеність неспецифічного виразкового коліту в різних країнах і регіонах часто значно відрізняється. Згідно з оцінкою поширеності неспецифічного виразкового коліту в США, у цій країні поширеність його серед білого населення у 3—5 разів вища, ніж у афроамериканців, а серед єврейського населення США у 3,5 рази вищий, ніж у представників інших етносів США. Висока захворюваність на неспецифічний виразковий коліт зареєстрована у Швейцарії, Данії, Фінляндії, Бельгії, Англії, спостерігається значний ріст захворюваності в Норвегії — від 7,1 у 1976—1980 роках до 12,2 у 1990—1992 роках. В Україні первинна захворюваність на НВК у середньому становить 3,5 на 100 тисяч населення, і коливається від 0,8 у Рівненській області до 7,1 у Дніпропетровській області; поширеність хвороби в середньому по Україні складає 28,4 на 100 тисяч населення, із коливанням від 3,4 у Дніпропетровській області до 62,3 у Луганській області. Поширеність неспецифічного виразкового коліту вища у чоловіків, проте у жінок захворювання перебігає тяжче, летальність від неспецифічного виразкового коліту вища у жінок. Серед особливостей  неспецифічного виразкового коліту є те, що курці хворіють на нього рідше за некурців та осіб, які перестали палити.

## Етіологія і патогенез
Єдиного етіологічного чинника розвитку неспецифічного виразкового коліту не виявлено. Серед можливих етіологічних факторів розвитку захворювання виділяють генетичні, інфекційні, порушення проникності кишкового бар'єру, фактори зовнішнього середовища, імунні фактори, нервово-психічні порушення.
Серед генетичних факторів розвитку неспецифічного виразкового коліту виділяються фактори спадковості. Описано сімейні випадки захворюваності на неспецифічний виразковий коліт. Згідно з даними близнюкових досліджень, частота НВК у гомозиготних близнюків становить 10 %, а у гетерозиготних — 3 %. Згідно з іншими дослідженнями, неспецифічний виразковий коліт спостерігається у 15 разів частіше у близьких родичів, ніж у загальній популяції. Доведено зв'язок неспецифічного виразкового коліту з антигенами систем HLA — HLA—В5 та HLA—А27 та антигенами системи ВК, а також виявлені маркери схильності до розвитку захворювання як у молодому віці, так і більш старшому віці (30—49 років, і одночасно зі схильністю до дистальних форм захворювання).
Інфекційні фактори також вважаються одним із важливих чинників розвитку неспецифічного виразкового коліту. При поглибленому обстеженні хворих на неспецифічний виразковий коліт у 10 % із них виявлено вірусні (цитомегаловірус і ентеровіруси), бактеріальні (Clostridium difficile, Escherichia coli) або мікоплазмові інфекції, а також порушенням нормальної мікробіоти кишки. Хоча інфекційні фактори, особливо віруси, часто є індукторами автоімунних захворювань, значна частина дослідників схиляється до того, що інфекційні фактори сприяють дебюту захворювання, а подальший його розвиток залежить від імунологічних факторів.
Етіологічним чинником розвитку неспецифічного виразкового коліту є також порушення проникності кишкового бар'єру. У хворих на  НВК формується зниження активності системи гіпофіз—наднирники із перевагою соматотропних та тиреоїдних реакцій. Одночасне підвищення активності системи блукаючого нерва призводить до підвищення виділення ацетилхоліну, внаслідок чого погіршується перистальтика товстої кишки з гіпоксією епітелію та підслизового шару і накопиченням у них молочної кислоти з погіршенням синтезу слизу. Усі перераховані вище фактори призводять до зниження резистентності стінки кишки, гіпоксія її клітин із подальшим їх злущуванням та некрозом. Це призводить до появи антитіл до клітин товстої кишки із подальшою генералізацією процесу та формуванням клінічних проявів неспецифічного виразкового коліту.
Серед факторів зовнішнього середовища у формуванні неспецифічного виразкового коліту відіграє роль тривалий прийом лікарських засобів, у тому числі антибіотиків та нестероїдних протизапальних засобів. Серед факторів ризику розвитку НВК також є схильність до фаст-фуду. На відміну від багатьох інших захворювань, при неспецифічному виразковому коліті спостерігається зниження захворюваності в курців. Згідно з частиною спостережень дослідників, зниження захворюваності в курців може пов'язуватися зі зниженням утворення медіаторів запалення та збільшенням вироблення слизу в кишці.
Окрім вищеперерахованих факторів, етіологічним фактором розвитку НВК є психоемоційний стрес, який призводить до зниження вироблення муцину, внаслідок чого підвищується проникність стінки кишки. До ймовірних факторів розвитку неспецифічного виразкового коліту також відносять прийом пероральних контрацептивів та ранній початок штучного вигодовування. Згідно з новітніми теоріями (які визнаються не усіма науковцями), у розвитку неспецифічного виразкового коліту значну роль відіграють сульфат-відновлюючі мікроорганізми, збільшення чисельності та посилення діяльності яких призводить до підвищення рівня сірководню в кишці та пошкодження клітин епітелію товстої кишки.
Патогенез неспецифічного виразкового коліту пов'язується як із порушенням місцевої імунної системи кишки, так і порушенням імунної системи всього організму. Характерною ознакою розвитку неспецифічного виразкового коліту є пошкодження слизової оболонки кишки одним із можливих етіологічних чинників захворювання (інфекційні фактори, токсини, їжа, медикаменти), а порушення місцевого імунітету призводить до неконтрольованої відповіді на місцевий запальний процес у кишці, а контакт із макрофагами і лімфоцитами даного етіологічного чиннику призводить до стимуляції синтезу цитокінів (зокрема, фактору некрозу пухлини), які стимулюють синтез медіаторів запалення (зокрема інтерлейкінів) та сприяють синтезу речовин, які токсичні для клітин кишкового епітелію (лейкотрієни, колагенази, протеази, вільні радикали, гістамін). Вивільнення інтерлейкінів призводить до активації Т-хелперів і В-лімфоцитів, що сприяє подальшому розвитку запальних процесів у кишці. Подальший розвиток запального процесу сприяє підвищенню проникності стінки кишці, а імунологічні порушення сприяють процесу вироблення антитіл до клітин епітелію товстої кишки. Підвищення проникності стінки кишки сприяє проникненню антитіл проти кишкового епітелію, а також циркулюючих імунних комплексів в системний кровотік, що у подальшому призводить до розвитку уражень судин, синовіальної оболонки суглобів і зв'язкового апарату хребців, очей.

## Класифікація
Неспецифічний виразковий коліт класифікується за формою клінічного перебігу, шляхом розвитку хвороби, тяжкістю перебігу, поширеністю процесу, активністю запалення, наявністю ускладнень (у тому числі позакишкових проявів). Згідно з деякими клінічними класифікаціями, до цього переліку можуть включатися також відповідь на терапію кортикостероїдами та характеру морфологічних змін.
За формою перебігу неспецифічний виразковий коліт поділяється на гостру, блискавичну (фульмінантну), хронічну, рецидивуючу (загострення тривалістю 4—12 тижнів змінюються періодами ремісії), безперервно-рецидивуючу (загострення безперервно триває більше 6 місяців) форми.
За шляхом перебігу хвороби неспецифічний виразковий коліт поділяється на захворювання з інтермітуючим перебігом та ремітуючим перебігом.
За тяжкістю перебігу перебіг неспецифічного виразкового коліту поділяється на легкий, середньої тяжкості та тяжкий перебіг захворювання.
За поширеністю процесу неспецифічний виразковий коліт поділяється на:
- Проктит (ураження виключно прямої кишки);
- Проктосигмоїдит (ураження прямої та сигмоподібної кишки);
- Лівобічний коліт (ураження до селезінкового кута товстої кишки);
- Субтотальний коліт (ураження до печінкового кута товстої кишки);
- Тотальний коліт (ураження усієї товстої кишки, зрідка із ураженням термінального відділу клубової кишки).[9][17]

Активність запального процесу при неспецифічному виразковому коліті визначається згідно з результатами ендоскопічного обстеження. Згідно з ними, активність процесу можна поділити наступним чином (згідно критеріїв клініки Мейо):
- Стадія ремісії (нормальна слизова оболонка);
- Легкий ступінь (явища гіперемії, змазаного судинного малюнку, зернистість слизової оболонки);
- Середній ступінь (виражена гіперемія слизової оболонки, відсутність судинного малюнку, зернисть та ерозії слизової оболонки);
- Важкий ступінь (звиразкування слизової оболонки, спонтанні кровотечі).[22]

Ускладнення при неспецифічному виразковому коліті поділяються на місцеві та системні (позакишкові). До місцевих ускладнень неспецифічного виразкового коліту відносяться токсична дилятація товстої кишки (токсичний мегаколон), перфорація її, значна кишкова кровотеча, стриктури товстої кишки, нориці, кишкова непрохідність, рак товстої кишки.
Позакишкові ускладнення неспецифічного виразкового коліту спостерігаються у 25 % випадків захворювання. Серед позакишкових ускладнень найчастіше зустрічається остеопороз (у 15 % хворих), артрити (до 10 %), згідно з даними російських науковців, частота артриту периферичних суглобів при НВК становить 15 %, а сакроілеїту — до 25 %. Іншими частими ускладненнями неспецифічного виразкового коліту є стоматит (до 10 % випадків), ураження шкіри (гангренозна піодермія та вузлувата еритема), первинний склерозуючий холангіт, ураження очей (епісклерит, увеїт, іридоцикліт). Рідше при неспецифічному виразковому коліті можуть спостерігатися тромбоз вен гомілки або ілеофеморальний тромбоз, тромбоемболії (у тому числі тромбоемболія легеневої артерії), септичні ускладнення. Описані випадки поєднання неспецифічного виразкового коліту з саркоїдозом та хворобою Такаясу. Серед інших ускладнень також панкреатит, реактивний гепатит, абсцес печінки, геморагічний васкуліт, нефротичний синдром. Характерним ускладненням НВК є також анемія — як залізодефіцитна, так і B12-дефіцитна анемія, а також автоімунна гемолітична анемія.

## Клінічні прояви

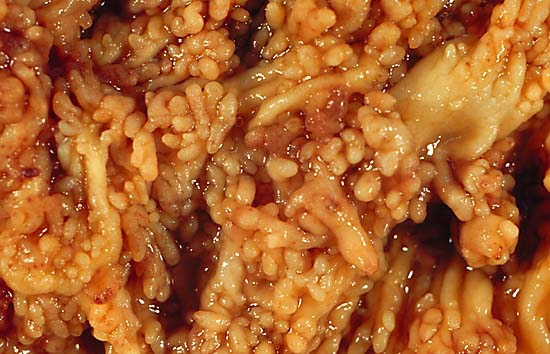
Псевдополіпи товстої кишки у пацієнта з розгорнутою клінічною картиною неспецифічного виразкового коліту. Препарат після проведеної колонектомії

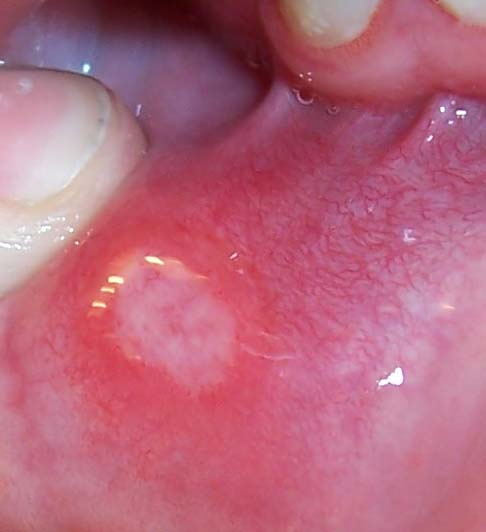
Афтозний стоматит у хворого з неспецифічним виразковим колітом

Клінічні прояви неспецифічного виразкового коліту можна розподілити на місцеві (кишкові) та загальні.
Серед місцевих проявів неспецифічного виразкового коліту найчастішим є діарея із виділенням водянистого, із домішками слизу, гною та крові. Діарея може супроводжуватися тенезмами та несправжніми позивами до дефекації. Діарея більш виражена при ураженні правої половини товстої кишки, де проходить всмоктування води та електролітів. У більшості хворих частота дефекації складає 4—10 разів на добу, у тяжких випадках частота дефекації може становити до 20 на добу. При переважному ураженні прямої кишки кров виділяється на поверхні калу, при ураженні проксимальних відділів кров виділяється змішаною з калом. Коли уражена ділянка включає до свого складу більшу частину проксимальних відділів товстої кишки, може спостерігатися масивна кишкова кровотеча. Іноді за наявності лише імперативних позивів до випорожнення при дефекації можуть виділятися лише слиз і гній із домішками крові. На початкових стадіях неспецифічного виразкового коліту, коли спостерігається ураження тільки прямої та сигмоподібної кишки, може спостерігатися запор, спричинений спазмом сигмоподібної кишки. Окрім цього, у період ремісії діарея може тимчасово припинитися. Серед інших клінічних проявіа, пов'язаних із ураженнями прямої кишки, слід відзначити анальні тріщини та нориці, біль у ділянці заднього проходу.
Приблизно у 50 % хворих спостерігаються біль в животі. Біль при неспецифічному виразковому коліті частіше спостерігається в лівій здухвинній ділянці, при ураженні ободової кишки біль може локалізуватися в епігастральній ділянці, або набувати дифузного характеру, і локалізуватися у всіх ділянках живота. Найчастіше біль посилюється перед дефекацією і зменшується після процесу випорожнення кишки. У частини хворих біль збільшується за 30—90 хвилин після їжі. При рубцевій деформації стінки товстої кишки і втраті гаустрації біль у животі часто зменшується. При поглибленні патологічного процесу поступово зменшується також зв'язок між прийомом їжі та болем в животі у зв'язку із зниженням гастроколітичного рефлексу (який спричинює підвищення перистальтики кишки після прийому їжі).
При інструментальному обстеженні основними місцевими проявами неспецифічного виразкового коліту є відсутність судинного малюнку на стінках товстої кишки, крововиливи в її стінках, дифузна еритема там, ерозії та виразки на запалених ділянках кишки (часто аж до зливних виразок), контактна кровоточивість стінки кишки. При рентгенологічному обстеженні (найчастіше іригоскопії) спостерігається згладження гаустр і звуження просвіту кишкових петель (так званий «симптом водопровідної труби» або «садового шланга»), стриктури кишки, поява псевдополіпів.
У гострій стадії захворювання до вищеперерахованих місцевих проявіа приєднуються здуття живота, напруженість передньої черевної стінки, тимчасове зникнення болю в животі, анорексія, підвищення температури, зникнення печінкової тупості та появи тимпаніту при перкусії. Усі ці прояви можуть свідчити про можливість токсичної дилятації товстої кишки або перфорації її.
Серед загальних проявів неспецифічного виразкового коліту найчастіше є загальна слабкість, похудіння, втрата працездатності, випадіння волосся, зниження тургору шкіри. До основних проявів захворювання також приєднуються астено-іпохондричний і депресивний синдром, часто спостерігається канцерофобія.
За позакишкових уражень до типових проявів неспецифічного виразкового коліту приєднуються ураження інших органів. Найчастішими з них є гангренозна піодермія або вузлувата еритема, сакроілеїт або артрит периферичних суглобів, афтозний стоматит, ураження очей (епісклерит, увеїт, іридоцикліт), склерозуючий холангіт, а також ураження кісток (найчастіше як наслідок стероїдної терапії) — остеопороз, остеомаляція, асептичний некроз.

## Діагностика

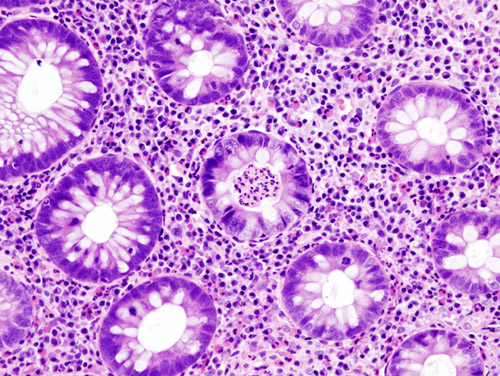
Відбиток біоптату абсцесу крипти товстої кишки, фарбування гематоксилін-еозином, з класичними ознаками виразкового коліту.

У діагностиці неспецифічного виразкового коліту застосовуються як лабораторні, так й інструментальні та рентгенологічні методи дослідження.
При проведенні загального аналізу крові у хворих на неспецифічний виразковий коліт спостерігаються анемія, лейкоцитоз із нейтрофільозом, підвищення ШОЕ. Гіперлейкоцитоз у хворих на неспецифічний виразковий коліт може бути ознакою початку тяжких ускладнень основного захворювання. У загальному аналізі сечі при тривалих загостреннях захворювання може з'являтись білок, а також поява форменних елементів крові. При проведенні біохімічного аналізу крові у хворих на неспецифічний виразковий коліт спостерігається поява С-реактивного білка, збільшення кількості серомукоїдів, збільшення рівня фібриногену, диспротеїнемія, гіпоальбумінемія, гіпергаммаглобулінемія, при тяжкому перебігу захворювання можуть спостерігатися порушення електролітного та кислотно-лужного балансу.
Важливим методом обстеження хворих на неспецифічний виразковий коліт є ендоскопічні методи обстеження. Найчастіше у таких хворих проводиться колоноскопія, лише у випадках тяжкого стану хворого або високої імовірності розвитку тяжких ускладнень захворювання (токсичної дилятації або перфорації кишки) рекомендовано провести ректороманоскопію або сигмоскопію. Ендоскопічне дослідження дає можливість не тільки оцінити поширеність і ступінь вираженості запального процесу, а також дає можливість провести біопсію з різних ділянок слизової оболонки, які уражені патологічним процесом. Окрім цього, колоноскопія у 89 % випадків дає можливість провести дифдіагностику між неспецифічним виразковим колітом і хворобою Крона. Характерними ознаками неспецифічного виразкового коліту при ендоскопічному обстеженні є набряк і гіперемія слизової оболонки кишки, поява грануляцій на поверхні слизової оболонки, зникнення судинного малюнку, утворення спочатку невеликих, а пізніше зливних виразок, слизова оболонка стає схильною до спонтанної кровоточивості, на краях виразок формуються запальні псевдополіпи. Поступово відбувається також згладження складок кишки, звужується її просвіт із можливим утворенням стриктур. Відмінністю неспецифічного виразкового коліту від хвороби Крона є постійна наявність у ділянці запалення прямої кишки, відсутність афт і наявність виразкових уражень, поява псевдополіпів, ураження лише слизової оболонки і підслизового шару, в біопсійному матеріалі відсутні характерні для хвороби Крона епітеліоїдні гранульоми із клітинами Пирогова-Лангханса.
Серед ренгенологічних методів обстеження в діагностиці неспецифічного виразкового коліту найчастіше застосовується іригоскопія. Рентгенологічне обстеження дає можливість доповнити ендоскопічне обстеження, а також застосовується у випадках, коли проведення колоноскопії протипоказано. При рентгеноскопічному обстеженні можна виявити протяжність ураження товстої кишки за характерними ознаками: відсутністю складок петель кишки, випрямленістю контуру кишки (симптом «водопровідної труби») і згладженістю рельєфу слизової оболонки. При проведенні іригоскопії є можливість виявлення депо сульфату барію, які відповідають виразковим дефектам, стриктурам, дефектам наповнення (поліпам, псевдополіпам, пухлинам). У випадках гострого запального процесу, а також при підозрі на гостру хірургічну патологію і токсичний мегаколон, рекомендовано проведення оглядової рентгеноскопії грудної клітки.

## Лікування
Лікування хворих на неспецифічний виразковий коліт повинно бути комплексним та тривалим, і включати медикаментозну терапію, дієтотерапію та за необхідності оперативне лікування.
У дієтичному харчуванні цих хворих при легкій формі не рекомендовано суттєві обмеження в дієті, але рекомендовано не вживати продуктів, які подразнюють стінку кишки, а також у випадку діареї обмежити вживання молока, для усіх пацієнтів рекомендовано обмежити вживання грубої клітковини. Рекомендовано вживати переважно варену їжу або приготовану на парі. У дієті рекомендовано підвищене вживання білків і вітамінів, а при загостреннях не рекомендовані свіжі фрукти та овочі, які замінюються соками, відварами, киселями. За тяжкого перебігу захворювання застосовується максимально щадна, безшлакова дієта, яка містить усі необхідні речовини для організму, які містяться у цих харчових продуктах у легкозасвоюваному стані. При втраті маси більше 15 % хворим призначається парентеральне харчування.
У медикаментозній терапії неспецифічного виразкового коліту провідне місце посідає базисна терапія, до складу якої входять похідні аміносаліцилової кислоти та глюкокортикоїдні гормони, які можуть застосовуватися як системно, так і місцево (ректально). Для лікування резистентних до базисної терапії форм захворювання застосовують також цитостатики. Новітніми засобами для лікування неспецифічного виразкового коліту є препарати моноклональних антитіл.
Із препаратів аміносаліцилової кислоти для лікування неспецифічного виразкового коліту найчастіше застосовуються сульфасалазин та месалазин. При застосуванні сульфасалазину головним його недоліком є більша кількість побічних ефектів при його застосуванні, що пов'язано із вивільненням при його метаболізмі сульфапіридину, який і спричинює більшість побічних ефектів препарату, у тому числі (хоча й рідко) дуже тяжких — панкреатит, гепатит, супресію кісткового мозку, гемолітичну або мегалобластну анемію. При застосуванні месалазину, який і є основним діючим компонентом сульфасалазину, побічних ефектів спостерігається менше (приблизно 20 % від кількості при застосуванні сульфасалазину). Препарати сульфасалазину та месалазину можуть застосовуватися як перорально, так і місцево (ректально) у вигляді клізм та суппозиторіїв, що значно підвищує їх ефективність та зменшує кількість системних побічних ефектів. Окрім перших двох препаратів аміносаліцилової кислоти, синтезовані також новітні представники цієї групи ліків — олсалазин та балсалазид.
Глюкортикоїдні гормони застосовуються при неспецифічному виразковому коліті переважно при тяжкому перебігу захворювання, або при неефективності похідних аміносаліцилової кислоти чи при системних проявах захворювання. Глюкокортикоїдні гормони при неспецифічному виразковому коліті можуть застосовуватися як перорально, так і парентерально, і місцево. Для системного застосування застосовуються преднізолон, гідрокортизон, метилпреднізолон, застосування яких може варіювати від пульс-терапії до поступового переходу від парентерального введення до застосування низьких доз перорально постійно. При необхідності тривалого застосування перевага віддається ректальному застосуванню, при якому не спостерігається системних побічних ефектів, та незначна кількість місцевих побічних ефектів, кількість яких зростає лише при тривалому місцевому застосуванні глюкокортикоїдів; а також посилюється ефективність застосування лікарських препаратів. Ректально можуть застосовуватися як преднізолон, метилпреднізолон та гідрокортизон, перевага при місцевому застосуванні надається препарату будесонід, який має виключно топічну дію у зв'язку з поганим всмоктуванням із травної системи.
При неефективності застосування препаратів аміносаліцилової кислоти та глюкокортикоїдів, а також при ураженнях суглобів застосовують імуносупресори. Найчастіше з цієї групи препаратів застосовується азатіоприн і метотрексат, застосовуються також 6-меркаптопурин і циклоспорин, але застосування усіх цих препаратів обмежене у зв'язку із великою кількістю побічних ефектів. При поєднанні неспецифічного виразкового коліту із системними васкулітами до схеми лікування разом із великими дозами глюкокортикоїдних гормонів додаються також циклофосфан або циклоспорин.
Сучасним методом лікування неспецифічного виразкового коліту є застосування засобів імунотерапії. Найчастіше серед препаратів нової лінії в лікуванні НВК застосовуються моноклональні антитіла до фактору некрозу пухлини — інфліксімаб, до інтерлейкіну 23А — рисанкізумаб, проводяться дослідження по застосуванню також адалімумабу та цертолізумабу.
Для симптоматичного лікування неспецифічного виразкового коліту та лікування його ускладнень застосовуються також антибактеріальні препарати (метронідазол, ванкоміцин, ципрофлоксацин, фуразолідон), ферментні препарати, ентеросорбенти, пробіотики. При вираженій анемії застосовуються також препарати заліза.
При неефективності медикаментозного лікування при неспецифічному виразковому коліті застосовується оперативне лікування. Найчастіше при неспецифічному виразковому коліті застосовується субтотальна резекція ободової кишки із накладенням ілеосигмостоми, із повторною операцією через 10—12 місяців при стабілізації стану хворого, кращі результати отримані при застосуванні проктоколектомії із збереженням природного анусу.